# 洲先站
洲先站（日语：／ Suzaki eki */?）是一個位於日本兵庫縣西宮市東鳴尾町二丁目，屬於阪神電氣鐵道武庫川線的鐵路車站。車站編號為HS 52。

## 車站構造
側式月台1面1線的地面車站。

### 月台配置
| 月台 | 路線     | 目的地                           |
| ---- | -------- | -------------------------------- |
| 西側 | 武庫川線 | 東鳴尾、武庫川、武庫川團地前方向 |

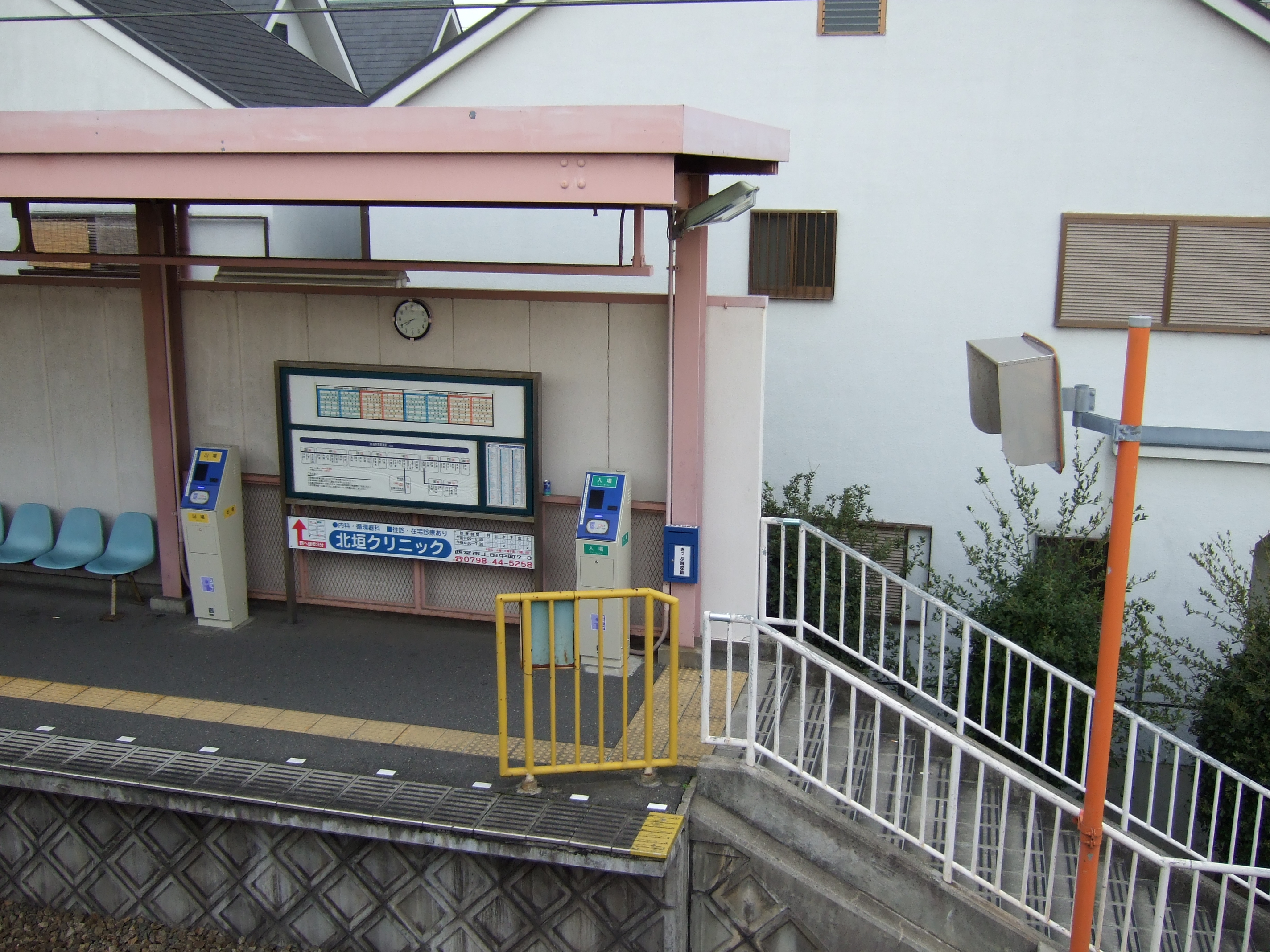
車站近北側，武庫川堤防上的道路。

## 相鄰車站
阪神電氣鐵道
 武庫川線
東鳴尾（HS 53）－洲先（HS 52）－武庫川團地前（HS 51）

## 外部連結
- 洲先（路線圖、車站資訊） - 阪神電氣鐵道